# XXI династия
XXI династия — одна из династий фараонов, правивших в Древнем Египте во время так называемого третьего переходного периода.
XXI династию называют «Танитской», поскольку её политический центр располагался в Танисе.

## История
Евсевий Кесарийский, цитируя Манефона, приводит имена 7 фараонов, правивших 130 лет. Современные египтологи хронологически правление династии относят к:
- 1085—950 годы до н. э. (135 лет) — по Э. Бикерману.
- 1070/1069-946/945 годы до н. э. (около 125 лет) — по Ю. фон Бекерату.
- ок. 1076—944 годы до н. э. (около 130 лет) — по Э. Хорнунгу, Р. Крауссу и Д. Уорбертону.

После смерти Рамсеса III начался упадок царской власти в Древнем Египте. В результате после смерти Рамсеса XI и прекращения XX династии к власти пришёл верховный жрец Амона в Фивах Херихор. Однако параллельно возникла XXI династия, основатель которой, Смендес, был женат на дочери Рамзеса XI.
Фараоны XXI династии правили в Танисе, но реальной властью они обладали только в Нижнем Египте, который они контролировали. При этом области Верхнего и Среднего Египта оказались под властью верховных жрецов Ра из Фив и не подчинялись правителям из XXI династии.
Последним фараоном XXI династии был Псусеннес II, после его смерти на трон взошёл Шешонк I — основатель XXII династии (Ливийской).

## Список фараонов
| Фараон                 | Имя по Манефону | Полное имя              | Правление            | Примечания                                                                |
| ---------------------- | --------------- | ----------------------- | -------------------- | ------------------------------------------------------------------------- |
| Смендес (Несбанебджед) | Смендес         | Неджхефер Сетепенра     | 1077 — 1051 до н. э. | По Манефону 1-й фараон XXI династии, правивший 26 лет                     |
| Аменемнису             | —               | Неферкара Хекуасет      | 1051 — 1047 до н. э. |                                                                           |
| Пинеджем I             | —               | Хеперкара Сетепнамон    | 1062 — 1039 до н. э. | Верховный жрец Амона в Фивах, провозгласил себя фараоном Верхнего Египта. |
| Псусеннес I            | Псусеннес       | Акхеперра Сетепнамон    | 1047 — 1001 до н. э. | По Манефону 2-й фараон XXI династии, правивший 41 год                     |
| Аменемопет             | Аменофис        | Усермаетра Сетепнамон   | 1001 — 992 до н. э.  | По Манефону 4-й фараон XXI династии, правивший 9 лет                      |
| Осоркон Старший        | Осохор          | Акхеперра Сетепенра     | 992 — 986 до н. э.   | По Манефону 5-й фараон XXI династии, правивший 6 лет                      |
| Сиамон                 | Псинахес        | Нетджерхеперра Мериамон | 986 — 967 до н. э.   | По Манефону 6-й фараон XXI династии, правивший 9 лет                      |
| Псусеннес II           | Псусеннес       | Тьетхеперура Сетепенра  | 967 — 943 до н. э.   | По Манефону 7-й фараон XXI династии, правивший 35 лет                     |